# Seilbahn Albino–Selvino

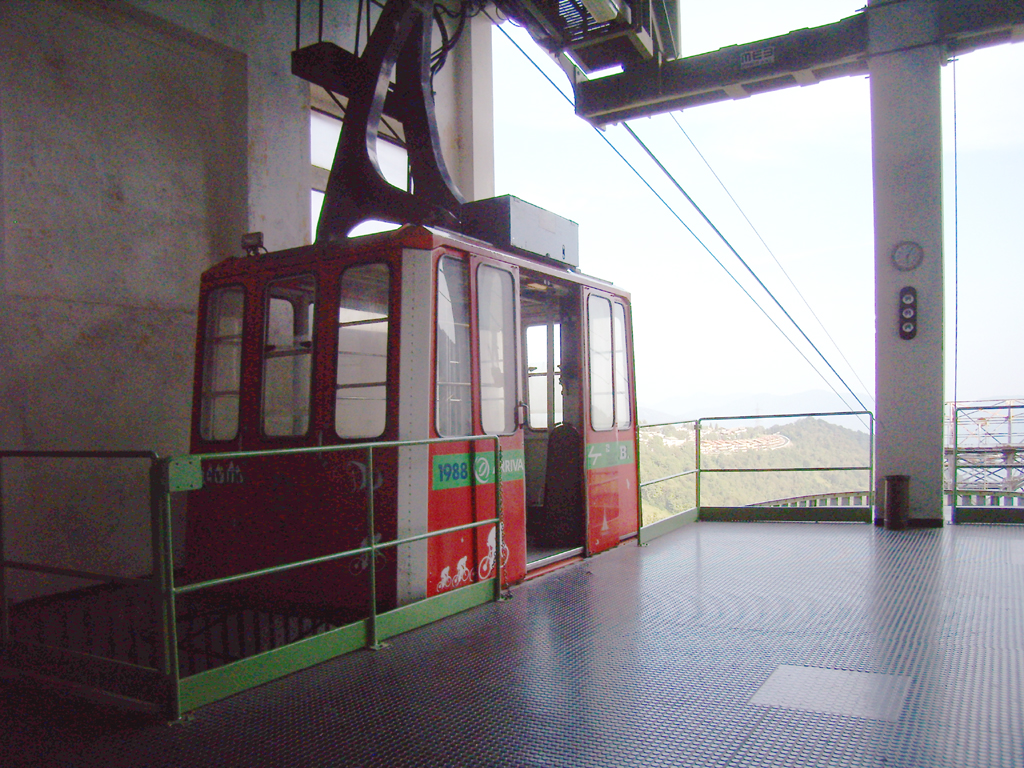
Alte Kabine in der Station Selvino

Die Seilbahn Albino–Selvino verbindet den im Seriotal in der Provinz Bergamo auf 342 m Höhe ü. d. M. gelegenen Ort Albino mit dem hoch über ihm auf einem Plateau in etwa 960 m Höhe gelegenen Selvino.
Die 1884 gebaute Eisenbahn Ferrovia Val Seriana von Bergamo über Albino nach Vertova (mit späterer Verlängerung nach Ponte Selva und Clusone) verbesserte zwar die Verkehrsverbindungen im Tal, aber nicht die der höher gelegenen Orte. Dies galt insbesondere für Selvino und das benachbarte Aviatico, die nur über Maultierpfade erreichbar waren. Es wurde lange diskutiert, das Plateau durch eine Standseilbahn, eine Luftseilbahn oder durch eine Zahnradbahn mit dem Tal zu verbinden, aber alle Projekte scheiterten an den Kosten. Erst der ab 1950 zunehmende Tourismus und der damit verbundene Bau von Zweitwohnungen ließen das Seilbahnprojekt wieder aufleben.
Die Pendelbahn wurde ab 1954 geplant und 1958 eröffnet. Ihre beiden Kabinen für je 30 Personen (plus Kabinenbegleiter) überwinden einen Höhenunterschied von 538 m und eine schräge Länge von 2,9 km in etwa sieben Minuten. Die maximale Geschwindigkeit beträgt 7,15 m/s (25,7 km/h). Die beiden Tragseile haben einen Durchmesser von 44 mm, das Zugseil von 21 mm und das Gegenseil von 20 mm. Es gibt außerdem ein Hilfsseil mit 12 mm für Notfälle.
Im Jahr 2010 wurde die Seilbahn grundlegend erneuert (Seile, Kabinen, Antrieb etc.) und am 9. Juli 2010 feierlich eröffnet.